# Ronny Söllner
Ronny Söllner (* 26. März 1983 in Neuhaus am Rennweg) ist ein deutscher Schlagersänger, Komponist und Texter.

## Leben
Ronny Söllner nahm im Alter von sechs Jahren Privat-Unterricht in Akkordeon, Keyboard sowie Klavier und hatte mit acht Jahren seine ersten Bühnenauftritte. Nach dem Besuch der Realschule erlernte er den Beruf des Friseurs, den er als Ausbilder und Filialleiter ausübte.
2001 war Söllner Mitbegründer des Tanzmusikduo „Esprit“ und begann den Berufsweg als Sänger und Instrumentalist.
2006 veröffentlichte Söllner die Debüt-Single Du machst mich unheimlich an in Zusammenarbeit mit dem Produzenten Rainer Bauersfeld. 2007 bewarb er sich beim Alpen Grand Prix. Sein Titel Unsere kleine Melodie (Musik: Reiner Bauersfeld, Stefan Krug) erreichte das internationale Finale und belegte den zweiten Platz. Ab dieser Zeit schrieb er Titel für weitere Künstler wie „WIRsindWIR“, Franziska Friedrich und „Duo Evergreen & Stefanie“. 2009 war Söllner zu Gast bei der Charity-Reihe Showtalk, moderiert und initiiert von André Holst. 2009 gewann der Titel Wo sind all die Jahre hin den deutschen Vorentscheid des Alpen Grand Prix und zog ins Finale ein.
2011 schrieb Ronny Söllner für das „Duo Evergreen & Stefanie“ den Titel 1000 mal küssen, 1000 mal träumen, der das internationale Finale des Alpen Grand Prix 2011 gewann.
Ronny Söllner produziert und schreibt Titel für sich und weitere Künstler. Er ist 
als Chorsänger bei Birgit Langer (früher „Fernando Express“) im Studio tätig. Auch bei Fernsehsendungen wie Die Deutsche Schlagerparade, Wenn die Musi kommt, Auf geht´s Musikanten und Startreff ist Ronny Söllner zu Gast gewesen.
Ronny Söllner ist Inhaber der Agentur „Konzert-Service Rodewald“.

## Diskografie
Singles
- 2006: Du machst mich unheimlich an
- 2007: Powerfrau
- 2007: Amore, Amore Mio
- 2008: Du warst mein Traum
- 2009: Ohne Dich
- 2009: Barfuss im Regen
- 2009: Je nai sais pas
- 2010: Ein Mann für alle Fälle
- 2010: Ab in den Sommer
- 2010: Weihnachtszeit
- 2011: Ich hätte dich so gern vermisst
- 2012: Vom Winde verweht
- 2012: Weihnachten das ganze Jahr
- 2013: Walzer der Träume
- 2013: Liebe, Liebe, Liebe
- 2013: Drachenflieger
- 2015: Ihr werdet wieder tanzen gehn
- 2015: Endlich zu Haus
- 2015: Immer am Ziel
- 2015: Romeo bleibt Solo
- 2015: Ihr werdet wieder tanzen gehn
- 2022: feat. Tamara: Keinen Grund nichts zu verändern

Alben
- 2009: Ohne Dich
- 2012: Willkommen in meinem Leben
- 2015: Meine Gedanken
- 2021: Weihnachten

Sampler
- 2005: Sonne im Herzen
- 2006: Schlagerparade Volume 2
- 2007: Schlagerparade Volume 3
- 2007: Alpen Grand Prix Volume 15
- 2008: Schlagerparade Vol. 4
- 2009: Schlagerparade Vol. 5
- 2010: Schlagerparade 6
- 2010: Winterträume
- 2010: Schlagerrallye Superhitparade 2010
- 2011: Schlagerparade Vol. 7
- 2012: Die Deutschen Hits 2012 – Die Zweite